# Лез-ла-Виль
Лез-ла-Виль (фр. Laize-la-Ville) — коммуна во Франции, находится в регионе Нижняя Нормандия. Департамент коммуны — Кальвадос. Входит в состав кантона Бургебюс. Округ коммуны — Кан.
Код INSEE коммуны — 14349.

## Население
Население коммуны на 2010 год составляло 619 человек.
| 1962 | 1968 | 1975 | 1982 | 1990 | 1999 | 2010 |
| ---- | ---- | ---- | ---- | ---- | ---- | ---- |
| 213  | 190  | 203  | 244  | 347  | 319  | 619  |

## Экономика
В 2010 году среди 401 человека трудоспособного возраста (15—64 лет) 315 были экономически активными, 86 — неактивными (показатель активности — 78,6 %, в 1999 году было 72,0 %). Из 315 активных жителей работали 287 человек (150 мужчин и 137 женщин), безработных было 28 (16 мужчин и 12 женщин). Среди 86 неактивных 27 человек были учениками или студентами, 41 — пенсионерами, 18 были неактивными по другим причинам.